# Pelusios bechuanicus
Pelusios bechuanicus is een schildpad uit de familie pelomedusa's (Pelomedusidae).

## Naam en indeling
De wetenschappelijke naam van de soort werd voor het eerst voorgesteld door Vivian Frederick Maynard FitzSimons in 1932. De soort Pelusios upembae werd vroeger als ondersoort van Pelusios bechuanicus beschouwd maar tegenwoordig als een volwaardige soort. De soortaanduiding bechuanicus betekent vrij vertaald 'wonend in Beetsjoeanaland' (Engels: Bechuanaland), dit is een oude naam voor Botswana.

## Uiterlijke kenmerken
De schildpad kan een schildlengte bereiken van 33 centimeter en is hiermee de grootste soort van alle Afrikaanse doosschildpadden uit het geslacht Pelusios. Mannetjes worden slechts iets kleiner en kunnen tot 30 cm lang worden.
het schild heeft een langwerpig ovale vorm en is breder aan de achterzijde, het rugschild is sterk koepelvormig. De wervelschilden zijn langer dan breed, een nekschild ontbreekt. De marginaalschilden aan de achterzijde zijn niet voorzien van een puntig uitsteeksel. De kleur van zowel het rugschild als het buikschild is zeer donker tot zwart, het buikschild is soms wat lichter in het midden en bezit een scharnier dat omhoog geklapt kan worden bij gevaar en zo de achterzijde beschermt. Juvenielen hebben een lengtekiel op het midden van het schild, die verdwijnt naarmate de schildpad ouder wordt. De plastronformule is als volgt: abd > fem > hum > intergul >< an > pect > gul. De naden tussen de hoornplaten aan de buik hebben soms een witte kleur.
De kop is breed en heeft een afgeronde snuit, de kleur is zeer donker tot zwart met een onregelmatig patroon van gele vlekken en strepen. Onder de kop zijn twee maar meestal drie baarddraden aanwezig. De huid van de nek, poten en staart heeft een geelgrijze kleur en is lichter aan de onderzijde. Mannetjes zijn van vrouwtjes te onderscheiden door een langere en dikkere staart en een iets holler buikschild.

## Levenswijze
De vrouwtjes zetten vrij grote legsels af van twintig tot vijftig eieren. De eieren hebben net die van alle andere Afrikaanse doosschildpadden een vrij zachte schaal. De eieren zijn wit van kleur en zijn ongeveer 22 millimeter breed en 36 cm lang.
Pelusios bechuanicus is een carnivoor die jaagt op vissen en ongewervelde dieren. De vrouwtjes zetten vrij grote legsels af van twintig tot vijftig eieren.

## Verspreiding en habitat
Pelusios bechuanicus komt voor in delen van Afrika en leeft in de landen Angola, Botswana, Namibië, Zaïre, Zambia en Zimbabwe. De habitat bestaat uit diepe, heldere rivieren en andere wateren, onder meer de bovenloop van de Zambezi (tot aan de Victoriawatervallen), de bovenloop van de Kafue en het moerasgebied Kafue Flats.